# Charlotte Knobloch
Pour les articles homonymes, voir Knobloch.
Charlotte Knobloch, née Charlote Neuland le 29 octobre 1932 à Munich en Allemagne, est une femme politique allemande. 
Elle est présidente du Conseil central des Juifs en Allemagne (Zentralrat der Juden in Deutschland ) entre le 7 juin 2006 et le 28 novembre 2010, succédant à Paul Spiegel, mort en cours de mandat.

## Biographie
Charlotte Knobloch est née dans une famille d'avocats. Elle est la fille du sénateur bavarois et avocat Fritz Neuland. Sa mère Margarethe est de famille chrétienne mais se convertira au judaïsme au moment de son mariage. Les parents de Charlotte Neuland divorceront en 1936 et elle fut élevée par sa grand-mère Albertine Neuland. Au moment de l'arrestation de son père, elle se rappellera avoir été sauvée par une inconnue, une femme qui l'a prise par la main et qui s'éloigna en marchant. De 1942 à la fin de la guerre, elle vécut dans une famille de paysans catholiques de Franconie qui prétendait qu'elle était leur fille illégitime. Charlotte Neuland se maria avec Samuel Knobloch en 1951 et a 3 enfants.
Charlotte Knobloch « appartient à la génération des rescapés de la Shoah, comme ses six prédécesseurs à la tête du Conseil central des juifs en Allemagne, fondé en 1950, dont elle était jusque-là vice-présidente », explique Le Monde.
Elle est la première femme à accéder à ce poste. Elle est également vice-présidente du Congrès juif mondial et du Congrès juif européen, et est depuis des années une figure de la communauté juive de Munich.
Une de ses réalisations est le Centre juif (Jüdisches Zentrum) à Munich, avec une nouvelle synagogue et un musée. Elle a été faite citoyenne honoraire de la ville de Munich en 2005.
Charlotte Knobloch est particulièrement concernée par les problèmes d'antisémitisme en Europe de l'Est. Au Congrès juif mondial, elle promeut les communautés juives de langue allemande et leurs liens avec des communautés d'autres pays.
Iris Knobloch, première femme présidente du festival de Cannes, est sa fille.